# Pathé La Joliette
Pathé la Joliette est un cinéma situé  dans le quartier de la Joliette, dans le 2e arrondissement de Marseille, en France. Ce complexe fait partie du périmètre de renouvellement urbain Euroméditerranée.

## Description
Le cinéma a été imaginé par le designer Ora-ïto et mise sur les dernières innovations technologiques avec 100 % de projection laser, dont une salle Dolby Cinema et une salle 4DX équipée de ScreenX, un écran 270 degrés. Ce cinéma se démarque par ses quatre salles aux concepts inédits jusqu'alors.
- La Salle Kids!, imaginée en partenariat avec Lego, propose des espaces de jeu Lego, dont un adapté aux tout-petits avec des briques Lego-Duplo et un toboggan, et des sièges divers (banquettes, poufs Fatboy, méridiennes deux places...) ;
- La Salle Tediber, équipée de matelas du partenaire Tediber équipés d'oreillers, de tablettes, de lumières d’appoint, de prises USB, de plaids et de coussins. La salle dispose également d'un bar privé ;
- La Salle Cocoon, équipée de larges fauteuils avec accoudoirs et coffres de rangement ;
- La Salle Lounge, équipée de sofas en velours permettant de regarder des films en étant allongé.

## Histoire
Le premier projet de cinéma sur le périmètre Euroméditerranée remonte à 2005, avec le projet d'un amoureux de Marseille, Luc Besson qui souhaite créer un cinéma EuropaCorp, avec une ambitieuse architectures inspirée de l'Opéra de Sydney, signée par l'architecte Massimiliano Fuksas.
À la suite d'une crise financière et de nombreux recours juridiques, Pathé Gaumont reprend le projet en main, et la pose de la première pierre a lieu le 11 mai 2017 en présence du président de Pathé France Jérôme Seydoux, de l’acteur Kad Merad et du maire de Marseille Jean-Claude Gaudin. Le multiplexe ouvre ensuite ses portes le 29 mars 2019 et est alors un des cinémas « les plus futuristes de France ».